# Kheda
|  | Per a altres significats, vegeu «Kaira (desambiguació)». |

Kheda o Kaira és una ciutat i municipalitat al Gujarat, Índia, capital del districte de Kheda a l'Índia a 35 km d'Ahmedabad a 22° 45′ N, 72° 41′ E / 22.75°N,72.68°E a la vora del riu Vatrak; segons el cens del 1001 la població era de 24.034 habitants. La població el 1881 era de 12.640 i el 1901 de 10.392 habitants.

## Història
Pertanyia als mogols quan la zona fou atacada per primer cop pels marathes el 1720. En els següents anys va caure en mans dels babis de Junagadh. El 1753 la ciutat fou arrabassada als babis per Damaji Rao Gaikwar (1732-1768) i els marathes van prendre el control de la major part de la zona i la van repartir entre el pesha i el Gaikwar de Baroda. Va passar als britànics per cessió feta per Anand Rao Gaikwar el 1803 i el 1805 fou escollida com a capital de districte, condició que va perdre el 1830 i va recuperar el 1833. El 1857 es va formar la municipalitat. Va patir terratrèmols el 1860 i 1864.